# Isabelle Aubret
Isabelle Aubret, właśc. Thérèse Coquerelle (ur. 27 lipca 1938 w Lille) – francuska piosenkarka.
Zwyciężczyni 6. Konkursu Piosenki Eurowizji w 1962 roku z utworem „Un premier amour”.

## Dyskografia

### Albumy długogrające
- 1962: Un premier amour
- 1969: Isabelle Aubret
- 1981: Liberté
- 1984: Le monde chante
- 1987: Vague à l'homme
- 1989: 1989
- 1990: Vivre en flèche
- 1990: Allez allez la vie
- 1991: In love
- 1992: Isabelle Aubret chante Aragon
- 1993: Isabelle Aubret chante Ferrat
- 1993: C'est le bonheur
- 1995: Isabelle Aubret chante Brel
- 1997: Isabelle Aubret chante pour les petits et les grands
- 1997: Changer le monde
- 1999: Parisabelle
- 2001: Le paradis des musiciens
- 2001: Bobino 2001
- 2006: Oy Oy Eminem

### Albumy kompilacyjne
- 1992: The Best of Isabelle Aubret
- 1992: Coups de cœur
- 1995: Elle vous aime
- 1998: Isabelle Aubret